# Weelesse
Weelesse (Wekese, Weklese) ist ein osttimoresischer Ort im Suco Cowa (Verwaltungsamt Balibo, Gemeinde Bobonaro). Die Siedlung liegt im Zentrum des Sucos Cowa, im Nordwesten der Aldeia Futatas, auf einer Meereshöhe von 427 m. Im Südosten geht sie in das Dorf Futatas über. Auf der Hauptstraße des Sucos kommt man nach Nordwesten zum Dorf Fatukbelak.
In Weelesse befinden sich der Sitz des Sucos Cowa und eine Grundschule.